# Havasi napsütés
A Havasi napsütés 1940-ben bemutatott fekete-fehér magyar romantikus film Ráthonyi Ákos rendezésében.

## Szereplők
- a szanatórium tulajdonosa – Csortos Gyula
- Fifi, a leánya – Tolnay Klári
- Edit – Turay Ida
- Feri, síoktató – Perényi László
- Dr. Vass – Rajnai Gábor
- Ágnes doktornő – Makay Margit
- Dr. Kriszt – Vértess Lajos
- Bodó – Mály Gerő
- Baróti, hegedű művész – Országh Tivadar
- beteg – Pethes Sándor
- portás – Sugár Lajos
- a tulajdonos titkára – Berczy Géza
- orvos – Vándory Gusztáv
- szállodatitkár – Kompóthy Gyula

További szereplők: Falussy István, Kökény Ilona, Ladomerszky Margit, Szabó Gabi

## Tartalom
|  | Alább a cselekmény részletei következnek! |

Egy szanatóriumban játszódik a történet. A tulajdonos szép, fiatal leánya, Fifi is itt tölti napjait. Gyógyíthatatlan beteg. A fiatal sítréner udvarolgat neki, szerelmük azonban a lány betegsége és a sítréner szegénysége miatt reménytelen. Fifi egyetlen öröme a zene. Szomszédságában egy hegedűművész az ő játékában gyönyörködik. Fifi állapota romlik. Vass doktor és Ágnes doktornő mégis engedélyezi neki a szórakozást amire vágyik. Lázasan öltözik estélyi ruhába, a hegedűművésszel eljátszatja kedvenc zenéjét és mosollyal az arcán hal meg. Kriszt doktor feljelenti kollégáit a tulajdonosnál. Megérkezik Fifi apja, felolvassa a lány utolsó levelét, melyben nagy szeretettel emlékezik meg a feljelentettekről. Ezt a levelet végrendeletnek tekintve, felemeli a tréner fizetését, Vass doktort pedig kinevezi igazgatónak és megköszöni nekik, hogy megszépítették leánya utolsó napjait.
|  | Itt a vége a cselekmény részletezésének! |